# 旭神社
旭神社（あさひじんじゃ）は、大阪市平野区加美正覚寺にある神社。旧社格は村社。

## 歴史
神社に伝わっている『河内国渋川郡賀美郷橘嶋荘正覚寺村旭牛頭天皇若宮八幡宮縁起』（『橘嶋庄両社縁起』）によると、創建は天平5年（733年）頃、現在の加美小学校のあたりに牛頭天皇を祀ったのが始まりとされる。
また、摂社である若宮八幡宮については、天平勝宝6年（754年）8月、風雨が収まらずに人々が困っていたところ、「櫛笥（くしの箱）と橘の枝を大和川の上流から流し、それが流れ着いた所に櫛笥と橘の枝を祀れば人々を安穏にさせよう」との八幡神のお告げがあった。そして、お告げの通りに大和国と河内国の国境から大和川に櫛笥と橘の枝を流したところ、橘の枝は大和川の中州であった渋川郡賀美郷の当社現在地に流れ着いた。
その話を耳にした孝謙天皇は、その場所に東大寺の手向山八幡宮を勧請してその若宮を祀らせ、流れ着いた橘の枝をご神木とさせた、とする。以後、付近一帯は橘嶋と呼ばれるようになった。櫛笥が流れ着いた所には天児屋根命、天玉櫛彦之命、天櫛玉命を祀り、津原神社（現・東大阪市花園本町）が建立された。なお、上記の橘の枝が流れ着いた時、橘の枝に朝日が輝き、その光が反射して牛頭天皇の社を照らしたことにより、社名を旭牛頭天皇社とした。
平安時代の天長2年（825年）には若宮八幡宮の境内に空海（弘法大師）が正覚寺を建立し、室町時代には大きな伽藍を備えていた。
正覚寺は明応2年（1493年）に将軍足利義材と畠山政長が畠山基家が籠る高屋城を攻めた際に本陣とされた。しかし、明応の政変が起き、逆に足利義材と畠山政長が細川政元に攻められる形となったため、義材と政長はそのまま正覚寺に籠って籠城戦を行った。結果、義材は捕虜となり政長は自害、正覚寺と若宮八幡宮は全焼してしまった。その後、若宮八幡宮は再建されたが正覚寺は塔頭東之坊を残すのみで再建されなかった。なお、いつしかこの地の地名は橘嶋から正覚寺となっている。
戦国時代の天正5年（1577年）、大坂本願寺攻めの際、若宮八幡宮境内（当地）に織田信長の本陣が置かれている。江戸時代の寛文4年（1664年）には旭牛頭天皇社の社殿を建て替えている。元禄14年（1699年）9月に若宮八幡宮の鎮座地である現在地に旭牛頭天皇社を移して社殿を移築し、こちらの方を主祭神とした。その際に両社それぞれに割り拝殿を建立している。
明治時代になると村社に列せられている。
境内にある樹木のうち楠2本、銀杏1本、椋木2本がご神木となっている。このうち樹齢400年の銀杏は根元が3本に分かれており、もともとは3本別々であった樹が成長するにしたがってくっついたものとされる。また、銀杏のほか樹齢300年の椋木と樹齢600年の楠とともに府の天然記念物に指定されている。

## 祭神
- 主祭神 - 素盞鳴尊
- 相殿神 - 天照大神、春日大神、堅牢大神、諏訪大神、公守大神、勝手大神、丹生大神、嶋戸大神

## 境内
- 本殿 - 寛文4年（1664年）再建。
- 拝殿（割拝殿）
- 若宮八幡宮 - 祭神：応神天皇
  - 若宮八幡宮拝殿（割拝殿）
- 社務所
- 吉倉大明神
- 遥拝所

## 文化財

### 大阪府指定天然記念物
- 公孫樹（銀杏） - 樹齢約400年。
- 楠 - 樹齢約600年。
- 椋 - 樹齢約300年。

### 大阪市指定保存樹
- ムクノキ

## 祭事
- 夏祭り・7月15日、16日
- 秋祭り・10月15日、16日

## 現地情報
所在地
- 大阪府大阪市平野区加美正覚寺1丁目17-30

交通アクセス
- 最寄駅：平野駅 (JR西日本)徒歩約10分